# Eccellenza Basilicata 2013-2014
Il campionato italiano di calcio di Eccellenza regionale 2013-2014 è stato il ventitreesimo organizzato in Italia. Rappresenta il sesto livello del calcio italiano.

## Stagione

### Novità
Dal campionato di Eccellenza Basilicata 2012-2013 era stato promosso in Serie D il Real Metapontino, mentre l'Aurora Nicola Russi Tursi e il Miglionico Calcio erano stati retrocessi nel campionato di Promozione Basilicata. Dal campionato di Promozione Basilicata 2012-2013 erano stati promossi in Eccellenza il Lagonegro, primo classificato e il Villa d'Agri, secondo classificato. Dalla Serie D 2012-2013 era stato retrocesso in eccellenza il Potenza.
Il Città di Potenza, il GR Valdiano e il Policoro Heraclea non hanno presentato domanda di iscrizione al campionato di Eccellenza, di conseguenza a completamento organici sono stati ammessi in Eccellenza il Pomarico, l'F.S.T. Rionero e il Vitalba, rispettivamente quinto, ottavo e terzo classificato in Promozione Basilicata 2012-2013.
Sono 14 le squadre della provincia di Potenza e 2 quelle della Provincia di Matera.

### Formula
Le 16 squadre partecipanti disputano un girone all'italiana con partite di andata e ritorno per un totale di 30 giornate. La prima classificata viene promossa in Serie D. Le squadre classificate dal secondo al quinto posto sono ammesse ai play-off per decretare quale squadra partecipa agli spareggi nazionali per la promozione in Serie D. L'ultima classificata viene retrocessa direttamente nel campionato di Promozione. Le squadre classificate dal dodicesimo al quindicesimo posto sono ammesse ai play-out per decretare una retrocessione in Promozione.

## Squadre partecipanti
| Club                                   | Città (provincia)                  | Stadio                        | Stagione 2012-2013           |
| -------------------------------------- | ---------------------------------- | ----------------------------- | ---------------------------- |
| A.S.D. Angelo Cristofaro Oppido Lucano | Oppido Lucano (PZ)                 | Stadio comunale               | 5º in Eccellenza Basilicata  |
| A.S.D. Aurora Marconia                 | Marconia (MT)                      | Stadio comunale               | 14º in Eccellenza Basilicata |
| A.S.D. Pol. AZ Picerno                 | Picerno (PZ)                       | Stadio comunale               | 6º in Eccellenza Basilicata  |
| A.S.D. Fortitudo San Tarcisio Rionero  | Rionero in Vulture (PZ)            | Stadio Pasquale Corona        | 8º in Promozione Basilicata  |
| Pol. Moliterno                         | Moliterno (PZ)                     | Stadio comunale               | 7º in Eccellenza Basilicata  |
| F.C. Murese Aurora 2000                | Muro Lucano (PZ)                   | Stadio comunale               | 9º in Eccellenza Basilicata  |
| S.C. Pietragalla                       | Pietragalla (PZ)                   | Stadio comunale               | 11º in Eccellenza Basilicata |
| A.S.D. FC Pomarico                     | Pomarico (MT)                      | Stadio comunale La Manferrara | 5º in Promozione Basilicata  |
| A.S.D. Real Tolve                      | Tolve (PZ)                         | Stadio comunale               | 4º in Eccellenza Basilicata  |
| Rossoblu Potenza                       | Potenza                            | Stadio Alfredo Viviani        | 3º in Eccellenza Basilicata  |
| A.S.D. Soccer Lagonegro '04            | Lagonegro (PZ)                     | Stadio comunale               | 1º in Promozione Basilicata  |
| A.S.D. Sporting Pignola                | Pignola (PZ)                       | Stadio comunale               | 10º in Eccellenza Basilicata |
| Pol. Viggiano                          | Viggiano (PZ)                      | Stadio comunale               | 8º in Eccellenza Basilicata  |
| A.S.D. Villa D'Agri Calcio             | Villa D'Agri di Marsicovetere (PZ) | Stadio comunale               | 2º in Promozione Basilicata  |
| U.S.D. Vitalba                         | Filiano (PZ)                       | Stadio comunale               | 3º in Promozione Basilicata  |
| C.S. Vultur 1921                       | Rionero in Vulture (PZ)            | Stadio Pasquale Corona        | 13º in Eccellenza Basilicata |

## Classifica finale
|  | Pos. | Squadra              | Pt | G  | V  | N | P  | GF | GS | DR  |
|  | ---- | -------------------- | -- | -- | -- | - | -- | -- | -- | --- |
|  | 1.   | Rossoblu Potenza     | 78 | 30 | 25 | 3 | 2  | 94 | 25 | +69 |
|  | 2.   | AZ Picerno           | 72 | 30 | 22 | 6 | 2  | 82 | 28 | +54 |
|  | 3.   | Viggiano             | 60 | 30 | 19 | 3 | 8  | 55 | 23 | +22 |
|  | 4.   | Murese Aurora 2000   | 57 | 30 | 16 | 9 | 5  | 56 | 31 | +25 |
|  | 5.   | Pietragalla          | 52 | 30 | 15 | 7 | 8  | 55 | 39 | +16 |
|  | 6.   | Soccer Lagonegro '04 | 52 | 30 | 16 | 4 | 10 | 49 | 38 | +11 |
|  | 7.   | Real Tolve           | 49 | 30 | 14 | 7 | 9  | 55 | 35 | +20 |
|  | 8.   | Moliterno            | 39 | 30 | 12 | 3 | 15 | 27 | 49 | -22 |
|  | 9.   | Pomarico             | 39 | 30 | 10 | 9 | 11 | 36 | 46 | -10 |
|  | 10.  | Angelo Cristofaro    | 38 | 30 | 10 | 8 | 12 | 42 | 37 | +5  |
|  | 11.  | Vultur Rionero       | 33 | 30 | 9  | 6 | 15 | 43 | 60 | -17 |
|  | 12.  | Villa D'Agri         | 30 | 30 | 8  | 6 | 16 | 32 | 40 | -8  |
|  | 13.  | Vitalba              | 26 | 30 | 6  | 8 | 16 | 34 | 59 | -25 |
|  | 14.  | Aurora Marconia      | 22 | 30 | 6  | 4 | 20 | 29 | 77 | -48 |
|  | 15.  | Sporting Pignola     | 20 | 30 | 6  | 2 | 22 | 23 | 62 | -39 |
|  | 16.  | F.S.T. Rionero       | 8  | 30 | 1  | 5 | 24 | 20 | 83 | -63 |

Legenda:
      Promossa in Serie D 2014-2015
      Ammessa ai play-off nazionali
 Ammessa ai play-off o ai play-out
      Retrocessa in Promozione 2014-2015
Note:
Tre punti a vittoria, uno a pareggio, zero a sconfitta.
Il Pietragalla non si è successivamente iscritto in Eccellenza Basilicata 2014-2015.

## Risultati

### Tabellone
|                      | AZP  | Ang  | Aur  | FST  | Mol  | Mur  | Pie  | Pom  | RTo  | Ros  | Soc  | Spo  | Vig  | Vil  | Vit  | Vul  |
| -------------------- | ---- | ---- | ---- | ---- | ---- | ---- | ---- | ---- | ---- | ---- | ---- | ---- | ---- | ---- | ---- | ---- |
| AZ Picerno           | –––– | 1-0  | 4-0  | 4-0  | 9-0  | 2-1  | 5-1  | 4-1  | 2-1  | 5-4  | 2-0  | 4-1  | 3-0  | 4-0  | 2-2  | 4-2  |
| Angelo Cristofaro    | 1-2  | –––– | 1-2  | 3-0  | 3-0  | 3-3  | 1-1  | 3-2  | 0-0  | 0-3  | 1-0  | 2-0  | 0-1  | 1-1  | 4-0  | 2-2  |
| Aurora Marconia      | 0-2  | 1-0  | –––– | 1-1  | 0-4  | 0-6  | 1-2  | 0-2  | 2-2  | 1-4  | 0-3  | 1-0  | 0-2  | 3-1  | 2-3  | 1-1  |
| F.S.T.Rionero        | 2-3  | 0-3  | 3-3  | –––– | 0-1  | 2-2  | 0-5  | 1-2  | 2-2  | 0-4  | 0-4  | 3-2  | 0-1  | 0-3  | 1-4  | 0-2  |
| Moliterno            | 0-3  | 1-0  | 2-1  | 2-1  | –––– | 0-1  | 1-3  | 1-0  | 1-1  | 1-1  | 0-1  | 3-0  | 0-1  | 1-0  | 2-0  | 2-0  |
| Murese Aurora 2000   | 2-0  | 2-2  | 1-0  | 4-0  | 2-0  | –––– | 3-2  | 2-1  | 2-1  | 2-2  | 3-3  | 3-1  | 0-1  | 1-2  | 2-0  | 1-1  |
| Pietragalla          | 1-1  | 1-0  | 1-0  | 3-0  | 4-0  | 1-1  | –––– | 1-1  | 2-1  | 0-4  | 0-1  | 3-1  | 1-2  | 1-0  | 4-0  | 2-0  |
| Pomarico             | 0-0  | 3-0  | 2-4  | 3-0  | 0-0  | 0-3  | 1-1  | –––– | 0-3  | 1-4  | 1-1  | 0-3  | 3-1  | 2-0  | 2-0  | 1-0  |
| Real Tolve           | 3-3  | 2-0  | 4-0  | 2-0  | 2-1  | 2-0  | 1-2  | 1-2  | –––– | 3-1  | 1-4  | 2-1  | 1-1  | 2-0  | 1-1  | 4-0  |
| Rossoblu Potenza     | 1-0  | 4-2  | 3-0  | 4-0  | 5-1  | 2-1  | 2-0  | 4-0  | 2-1  | –––– | 6-0  | 5-0  | 1-0  | 3-0  | 2-0  | 4-0  |
| Soccer Lagonegro '04 | 3-1  | 0-3  | 5-0  | 1-1  | 3-1  | 0-1  | 1-3  | 1-1  | 2-1  | 1-2  | –––– | 0-1  | 2-1  | 1-0  | 4-0  | 2-1  |
| Sporting Pignola     | 0-3  | 1-0  | 3-0  | 3-0  | 0-1  | 0-2  | 1-1  | 1-3  | 0-4  | 0-4  | 1-2  | –––– | 0-2  | 1-1  | 1-0  | 0-1  |
| Viggiano             | 1-3  | 1-1  | 6-0  | 2-0  | 5-0  | 1-0  | 3-1  | 1-1  | 1-0  | 0-2  | 0-1  | 7-0  | –––– | 0-2  | 4-0  | 2-0  |
| Villa D'Agri         | 0-1  | 2-3  | 4-1  | 3-0  | 0-1  | 1-1  | 2-1  | 0-0  | 0-1  | 2-2  | 3-1  | 1-0  | 0-1  | –––– | 3-2  | 1-2  |
| Vitalba              | 1-1  | 0-0  | 2-1  | 4-2  | 1-0  | 2-2  | 3-5  | 1-1  | 1-2  | 2-3  | 1-2  | 2-0  | 0-2  | 1-1  | –––– | 1-1  |
| Vultur               | 2-2  | 1-3  | 3-4  | 3-1  | 2-0  | 1-2  | 2-2  | 5-0  | 2-4  | 2-6  | 0-0  | 2-1  | 1-5  | 2-1  | 2-0  | –––– |